# 1701 en Irlande
Chronologie de l'Irlande
- 1697
- 1698
- 1699
- 1700
- 1701
- 1702
- 1703
- 1704
- 1705

Événements de l'année 1701 en Irlande.

## Événements
- 14 mars - toutes les cargaisons illégales de céréales apportées d'Irlande à l'ouest de l'Écosse doivent être coulées[1].
- 24 juin - l' Acte d'établissement, adopté par le Parlement d'Angleterre, devient une loi. Sophie de Hanovre et ses descendants protestants sont les prochains prétendants au trône après Anne, l'héritière apparente de son beau-frère le roi Guillaume III[2] garantissant qu'aucun catholique n'héritera du trône.
- 1er juillet - une statue équestre du roi Guillaume III par Grinling Gibbons est dévoilée par Dublin Corporation sur College Green[3] le 11ème anniversaire de la bataille de la Boyne.
- 18 septembre - Laurence Hyde, 1er comte de Rochester est assermenté Lord Lieutenant d'Irlande (nommé en 1700)[4].

## Arts et littérature
- La galerie supérieure du Smock Alley Theatre de Dublin s'effondre pour la deuxième fois.

## Naissances

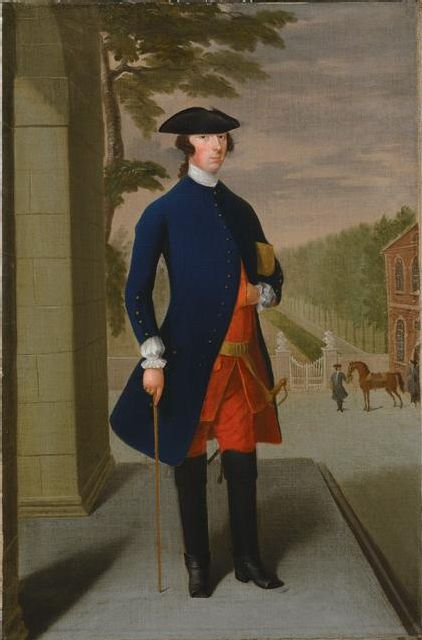
Joseph Leeson.

- 11 mars - Mark Kenton Sr., pionnier, père de Simon Kenton (décédé près de la rivière Monongahela aux États-Unis en 1783)
- 11 mars - Joseph Leeson, 1er comte de Milltown (mort en 1783)
- Inconnue 
  - Matthew Concanen, esprit, poète, dramaturge et avocat (mort en 1749)
  - Matthew Pilkington, historien de l'art et satiriste (décédé en 1774)

## Décès
- Juin - Charles Hamilton, 5e comte d'Abercorn.